# 贾拉迪亚姆佩特
贾拉迪亚姆佩特（Jalladiampet），是印度泰米尔纳德邦Kancheepuram县的一个城镇。总人口7576（2001年）。

## 人口
该地2001年总人口7576人，其中男性3874人，女性3702人；0—6岁人口872人，其中男457人，女415人；识字率69.61%，其中男性为76.95%，女性为61.94%。